# 比绍芬
比绍芬是德国黑森州的一个市镇。总面积35.37平方公里，总人口3443人，其中男性1707人，女性1736人（2011年12月31日），人口密度97人/平方公里。